# Adolfo Suárez Rivera
Adolfo Suárez Rivera (San Cristóbal de las Casas, 9 januari 1927 - Monterrey, 22 maart 2008) was een Mexicaanse aartsbisschop en kardinaal.
Suárez werd opgeleid aan het seminarie van Chiapas, om vervolgens filosofie te gaan studeren aan het grootseminarie in Xalapa. Zijn theologische opleiding volgde hij aan het pauselijk seminarie in Montezuma (New Mexico) (in San Miguel County, USA). Vervolgens promoveerde hij als theoloog aan de Pauselijke Gregoriaanse Universiteit in Rome. In 1952 werd hij gewijd tot priester. In zijn geboorteplaats werkte hij als parochiepriester en daarnaast doceerde hij klassieke letteren aan het seminarie. Hij was actief in allerlei instellingen die het gezin centraal stelden.
In 1971 werd hij benoemd tot bisschop van Tepic. En in 1983 benoemde paus Johannes Paulus II hem tot aartsbisschop van Monterrey en tijdens het consistorie van 1994 werd hij verheven tot kardinaal en kardinaal-priester van Nostra Signora di Guadalupe a Monte Mario. Hij was plaatsvervangend lid van de door de Romeinse Curie ingestelde Congregatie voor de Bisschoppen.
Hoewel hij stemgerechtigd was tijdens het Conclaaf van 2005, was hij een van de twee kardinalen die om gezondheidsredenen verstek moesten laten gaan. De andere was de inmiddels ook al overleden Filipijnse kardinaal Sin.